# Close up (programa de televisión)
Close up es un programa de televisión venezolano producido por Venevisión para su cadena hermana por suscripción Venevisión Plus.

## Formato
El objetivo del programa es deleitar al televidente con temas de moda, gastronomía, farándula, cine, estrenos, etc, con entrevistas a personalidades de Venezuela y el Continente. 

### Entrada al aire
Se estrenó el 12 de septiembre de 2010. Es emitido los domingos a las 6:30pm (Hora de Venezuela). Es uno de los programas con mayor duración que ha tenido en el canal. Para el 1 de julio de 2016 la periodista Federica Gúzman se retira de Venevisión, haciendo también su retirada de Venevisión Plus. Durante un cierto periodo es sustituida por Dayra Lambis. Actualmente es presentado por Luis Perdomo, quien ha estado presente desde 2014 ocasionalmente, y Karielys Cuadros desde finales de 2016.

## Animadores
| Animador         | Periodo       |
| Presente         | Presente      |
| ---------------- | ------------- |
| Luis Perdomo     | 2014-presente |
| Karielys Cuadros | 2017-presente |
| Pasado           |               |
| Federica Gúzman  | 2010-2016     |
| Dayra Lambis     | 2016-2017     |

## Antecedentes
El canal Venevisión también transmitió Close Up entre 1981 a 1989, donde su conductor era el presentador Gilberto Correa. El programa era más enfocado solo en temas de farándula, donde se realizaban entrevistas tanto con artistas internacionales como nacionales.
El programa salió del aire debido a que Correa empezaría a ser presentador de Sábado Sensacional, en sustitución de Amador Bendayán, a quien primero suplía y luego quedó fijo tras el deceso de este último.